# Maronea
Maronea (en griego: Μαρώνεια, en búlgaro: Мароня) fue una ciudad de los tracios cicones, en la costa del mar Egeo, cerca del lago Ismáride. Estaba situada a unos 50 km al oeste de Dorisco. Actualmente es una localidad de la unidad periférica de Ródope, en la periferia de Macedonia Oriental y Tracia, Grecia. Desde la reforma de 2011 es parte del municipio de Maroneia-Sapes, del cual es una unidad municipal.
En la mitología griega se dice que fue fundada por Marón, un hijo de Dioniso, compañero de Osiris. Según Pseudo Escimno, fue fundada por colonos de Quíos. Según Plinio, su nombre antiguo era Ortagúrea. La fecha de su fundación suele situarse en torno al año 650 a. C.
Maronea estaba cerca de Ismaro, mencionada por Homero en la Odisea. Algunos estudiosos identifican Maronea con Ismaro. 
En las antigua Grecia y Roma, Maronea era famosa por su producción de vino, que era estimado en todas partes. El pueblo de Maronea veneró a Dioniso, lo cual no se conoce solo por su famoso santuario dionisíaco, cuyos cimientos aún se pueden ver hoy en día, sino también por las monedas de la ciudad.
En 200 a. C. fue tomada por el Filipo V de Macedonia. La República Romana posteriormente concedió Maronea a Atalo, rey de Pérgamo, pero casi inmediatamente revocó su don y la declaró ciudad libre.
En diciembre de 1877 el capitán Petko Voyvoda derrocó el imperio Otomano y estableció un gobierno libre en la ciudad.
La ubicación de la antigua ciudad estaba junto al mar, en el lugar donde ahora se encuentra Hagios Kharalambos, a unos 4,5 km al sur de la actual Maronea.

## Galería de fotos

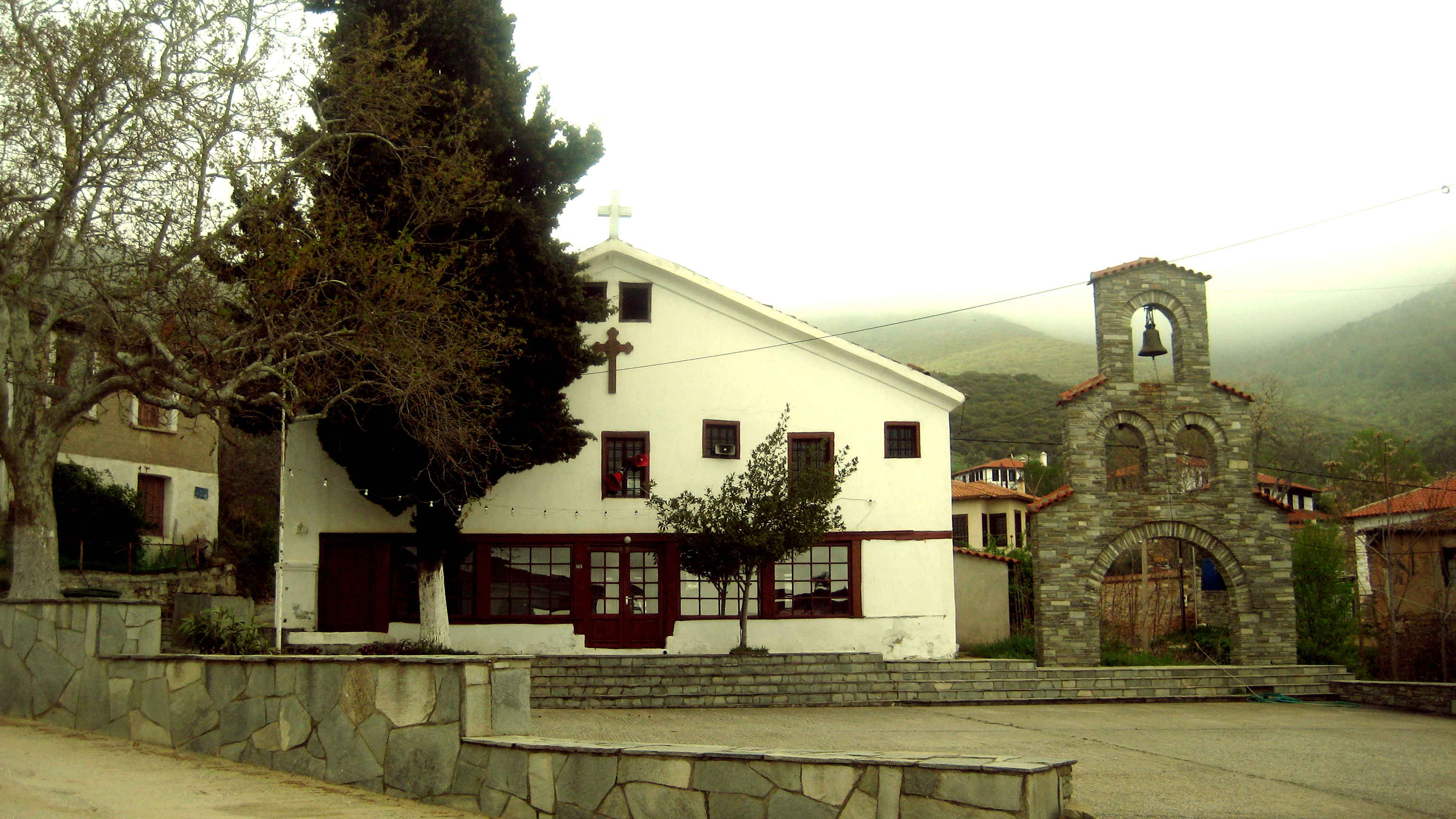
Iglesia de San Juan en Maronia donde Petko Voyvoda recibía la comunión
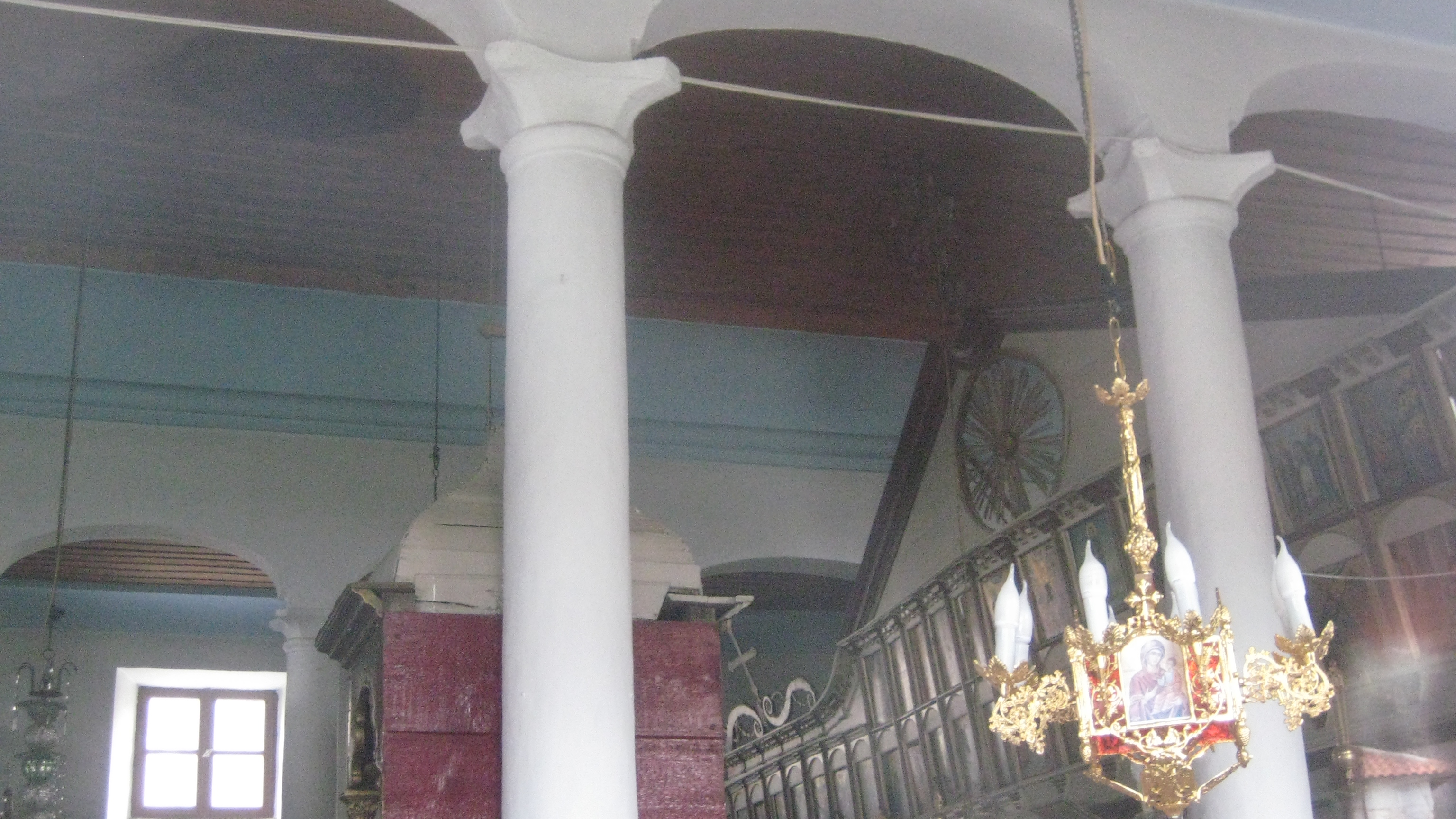
Interior de la iglesia de San Juan en Maronia donde Petko Voyvoda recibía la comunión
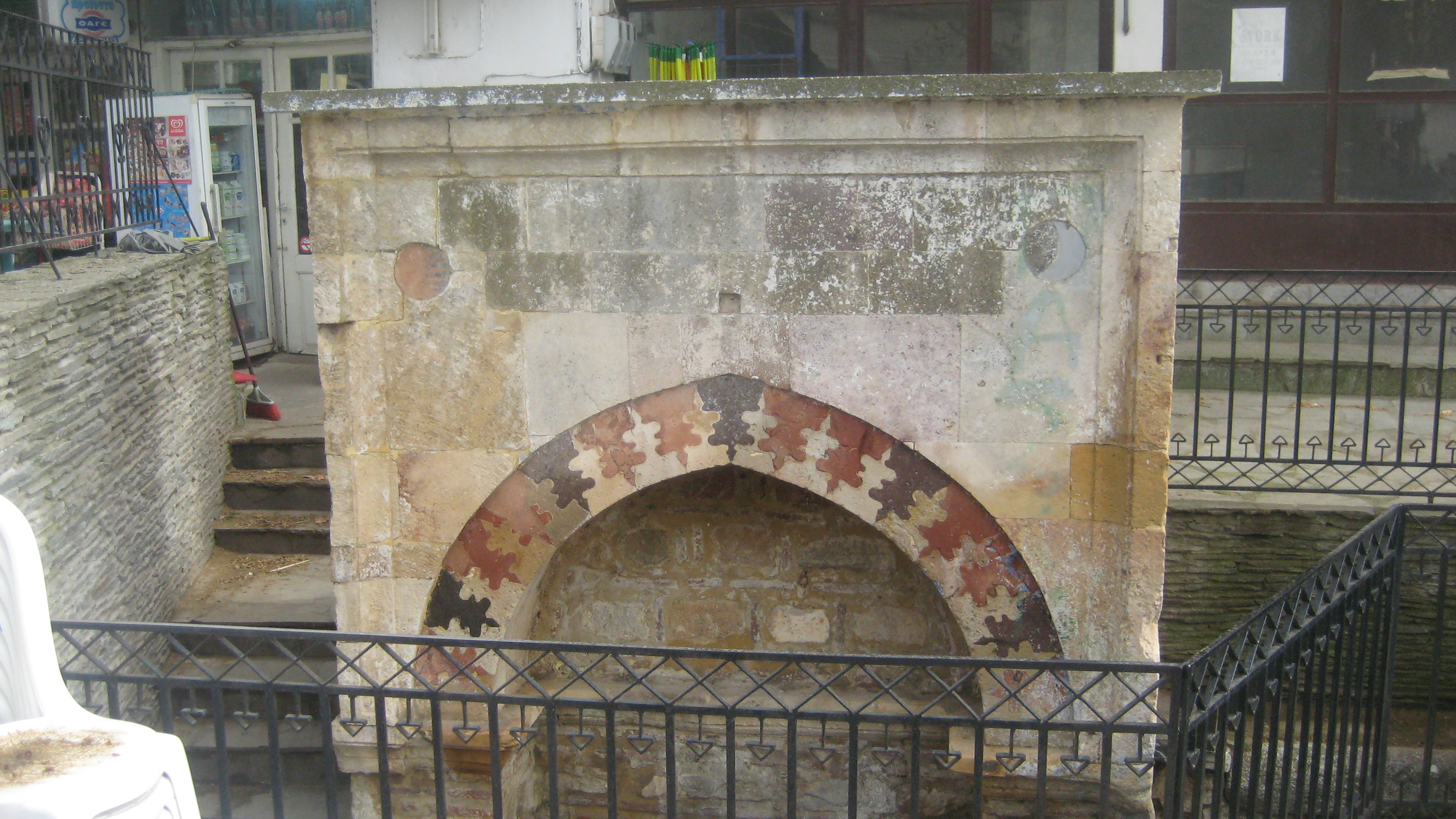
Fuente antigua Petko Voyvoda de Maronia en la plaza central
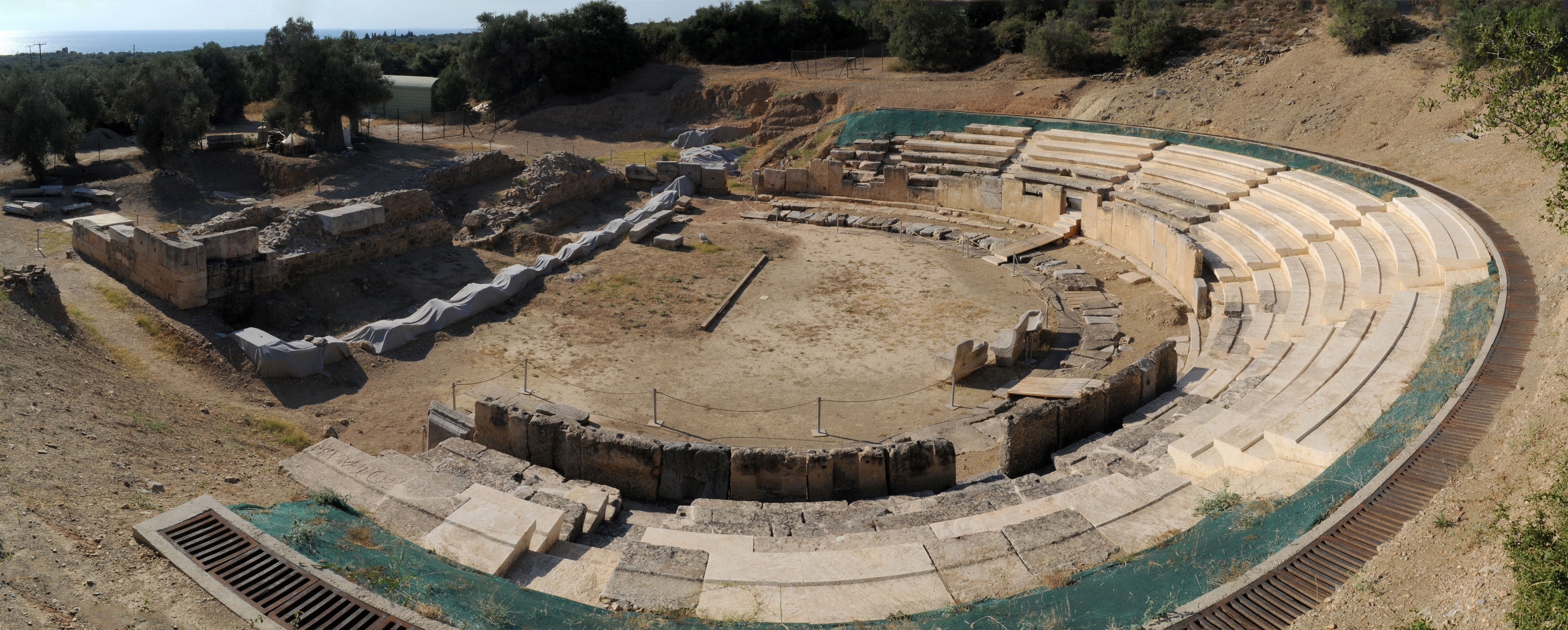
Vista del antiguo teatro.
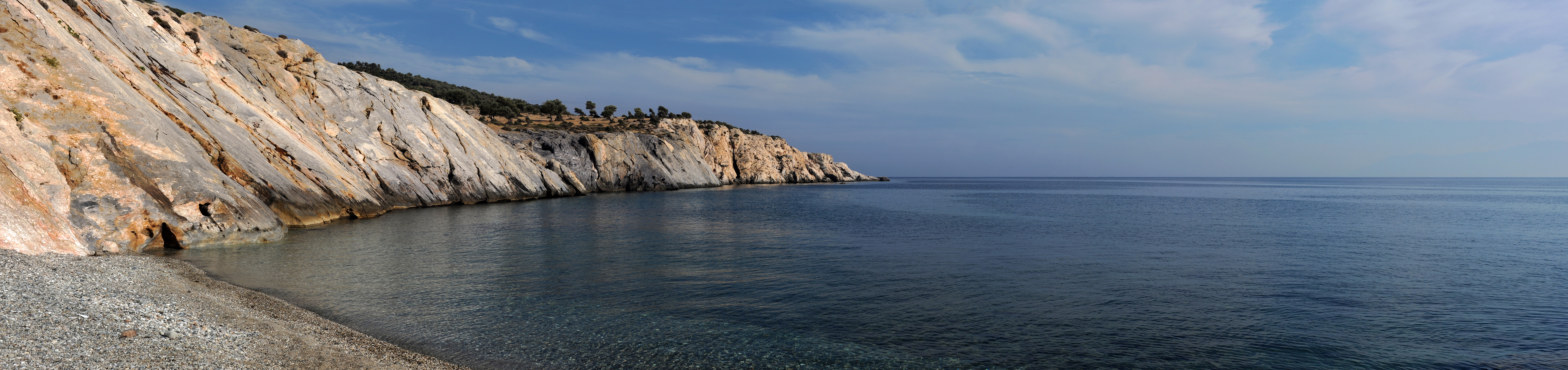
Marmaritsa playa, Maronea.

## Personas célebres
- Metrocles (siglo IV a. C.) , filósofo cínico.
- Hiparquía , filósofa cínica y hermana de Metrocles.
- Sótades (siglo III a. C.), poeta
- Petko Kiryakov (Capitán Petko Voyvoda) (1844-1900), líder de la revolución búlgara.